# Шардоне
Шардоне́ (фр. Chardonnay) — технический сорт белого винограда, происходящий из Бургундии. Ныне культивируется во всех винодельческих странах мира и относится к числу самых распространённых («интернациональных») сортов.
Результат естественного скрещивания «благородного» пино-нуара с «мужицким» виноградом гуэ. Вина из шардоне крайне разнообразны по стилистике: от свежих, очень сдержанных вин с выраженной минеральной составляющей (как на севере в Шабли) до вин Нового Света с нотами тропических фруктов и сильным влиянием дуба. Шардоне часто используется как основа для игристых вин: например, в Шампани этим сортом засажено более 30 % виноградников.

## Характеристики
Куст средней или большой силы роста. Ягоды небольшой величины, округлой формы, сочные. Кожица толстая, беловато-зеленого цвета; уровень пигментации высокий. Гроздь небольших размеров, цилиндрически-конусовидной или конусовидной формы, достаточно плотная, со средней массой 80-115 г.
Хорошо созревает на известковой, теплой почве. Неприхотлив, хорошо переносит низкие температуры. Чувствительность к болезням — средняя. Не отличаясь высокой плодородностью, шардоне даёт урожай порядка 8-12 т/га.
Среди сортов белого винограда шардоне обладает весьма умеренной кислотностью (порядка 5,6 г/л). Тем не менее в высоких широтах (как, например, в Шабли) из него можно получить достаточно кислотные вина. При вяленье содержание сахара увеличивается и достигает 35 %.

## Распространение

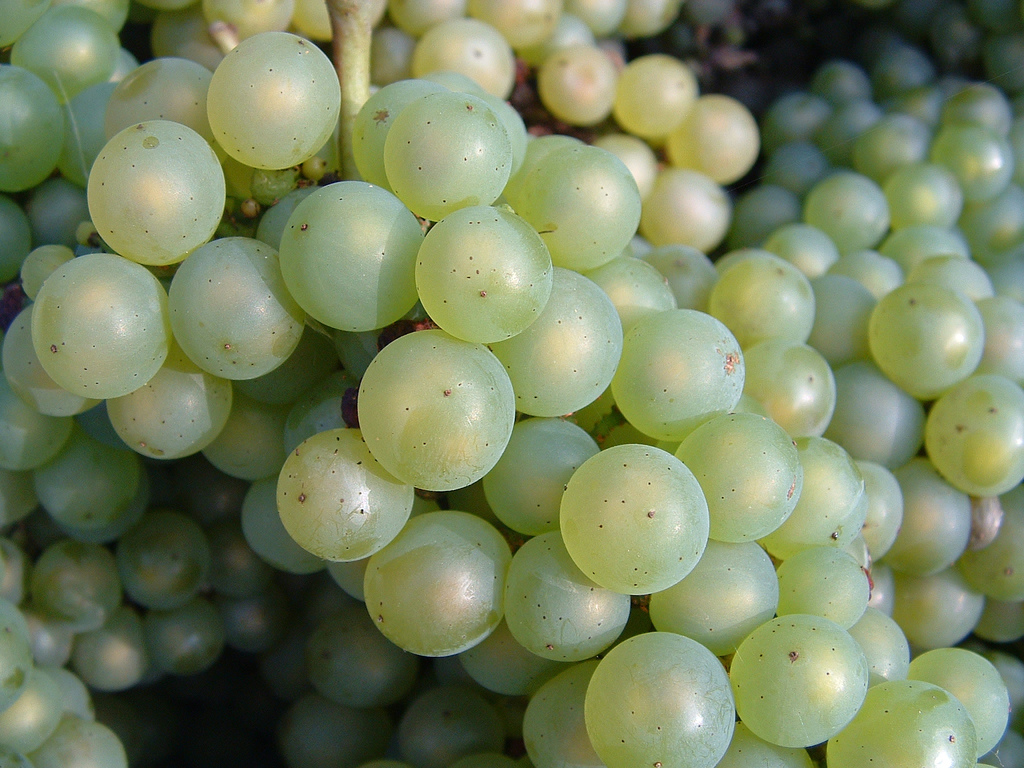
Кисть шардоне

Родина шардоне — Бургундия, где до сих пор производятся эталонные сортовые вина наподобие Шабли и Монраше. Название винограда произошло от деревушки Шардоне (рус. заросший чертополохом). Из-за внешнего сходства с пино-бланом виноградари очень часто путали эти два сорта, пока в 1958 году ампелограф Пьер Гале не сформулировал основные различия между ними.
Благодаря успеху бургундских вин и неприхотливости в разведении, шардоне в конце XX века распространился по всем винодельческим странам мира, став подлинным символом глобализации в виноделии. В 1990-е годы считалось, что этот сорт винограда настолько хорош, что сделать из него плохое вино практически невозможно. В винодельческих регионах Старого Света, испытывавших трудности со сбытом своей продукции, массово уничтожались старинные виноградники местных сортов (например, примитиво и негроамаро на юге Италии), а на их место высаживались кусты шардоне. Известный лангедокский винодел Эме Гибер сравнивал агрессивное наступление шардоне со сожжением средневековых соборов. Британский энолог Оз Кларк писал о шардоне как о «неумолимом империалисте» и «истребителе виноградников мира», который способствует унификации вкусовых предпочтений жителей планеты.
С началом XXI века ведущие винные критики стали хулить засилье на полках винотек тяжёлых, плотных, «задубленных» шардоне, особенно из Австралии и иных стран Нового Света. Тем не менее в 2018 году по занимаемой площади (210 тыс. га) шардоне уступал из сортов белого винограда только айрену (который, однако, предполагает гораздо меньшее количество кустов на гектар и практически не культивируется за пределами Испании).

### Франция

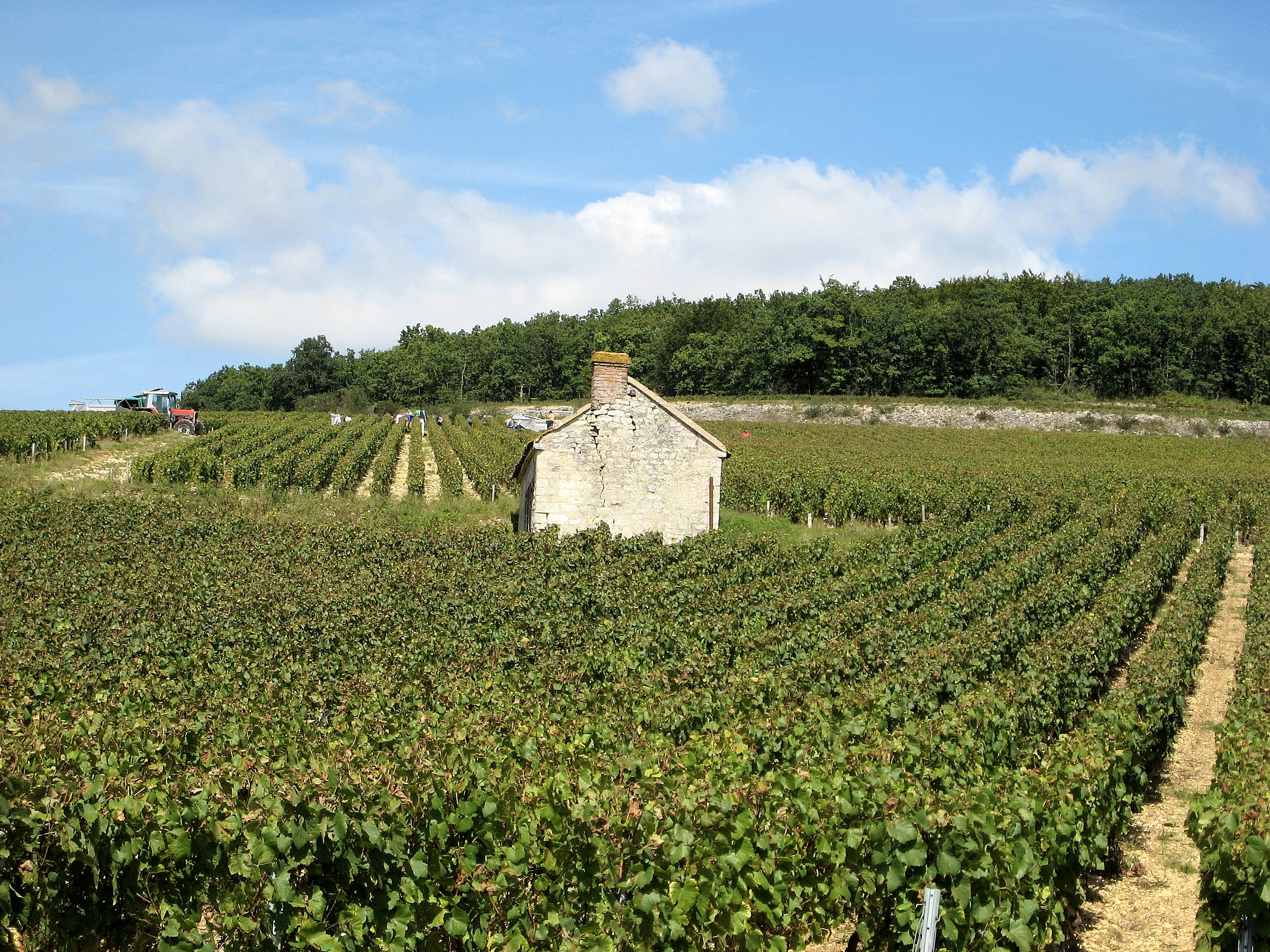
Виноградники Шабли

Девять десятых французского шардоне происходит из Бургундии (районы Шабли, Мёрсо, Пюлиньи-Монраше и другие) и Шампани. Самые эксклюзивные и дорогие белые вина мира производятся на бургундской возвышенности Кот-д’Ор, особенно в аппелласьоне Монраше. Александр Дюма говорил, что вино Монраше нужно пить на коленях и сняв шляпу.
В букете бургундского шардоне отмечают ароматы мёда, жимолости, белых цветов, фруктов (груши, мирабели, персиков, манго, айвы), причём с течением времени проявляются также нотки лесного ореха и сухофруктов. Если вино было выдержано в дубовых бочках, то ощущаются тона сливочного масла и жареных тостов. В Шабли вино из шардоне совсем иное: для него свойственна резкая минеральная кислотность.
Шардоне — один из трёх сортов винограда, разрешённых для производства шампанского. Шампанское «Blanc de blancs» производится только из шардоне, а в остальных марках его содержание может достигать 30 %.

### Другие страны
Самые большие территории виноградников шардоне находятся в США, в штате Калифорния (44 500 га). Почти половина американского шардоне сосредоточена в округах Сонома, Напа и Монтеррей. Виноградники есть и в штатах Орегон и Вашингтон. Лучшие шардоне Калифорнии столь же долговечны, как белые вина Бургундии. Настоящий бум шардоне в США связан с поколением Бриджит Джонс (киногероиня, которая предпочитала вино из этого сорта винограда).
В Австралию шардоне был ввезён ещё в 1832 году Джеймсом Басби. К 2017 году это был самый распространённый в стране сорт белого винограда, занимавший на виноградниках площадь не менее 21 тыс. га. Стиль шардоне Австралии (и вообще Нового Света) характеризуется сочетанием дубовых тонов с оттенками тропических фруктов.
В начале XXI века виноградники шардоне в Италии занимали площадь около 11 800 га (четвёртое место среди всех сортов винограда). Самые большие из них — в провинциях Фриули, Больцано, Тренто и Венеция (где из него делают игристые вина Франчакорты).

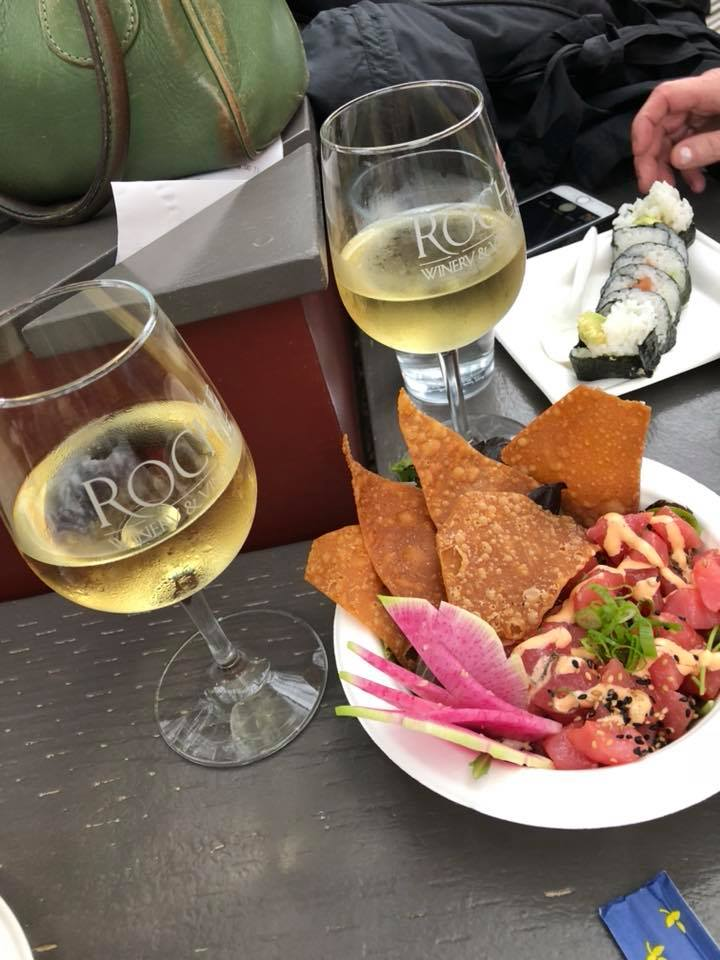
Вина из шардоне сочетаются с любыми блюдами

Другие производители шардоне: Южная Африка (8230 га), Чили (8548 га), Аргентина (5150 га), Молдавия (4130 га), Новая Зеландия (3802 га), Словения (3600 га), Германия (1120 га), Австрия (где местную вариацию сорта называют Morillon). В СССР бо́льшая часть урожая шардоне использовалась для производства игристых вин.

## Применение
Виноградный сок бесцветный. Если климат достаточно тёплый, то шардоне почти всегда даёт полнотелые вина (где содержание алкоголя в 13 % — не редкость). В районах с прохладным климатом (таких, как Шампань и Шабли) высокий процент экстрактивности винограда органично гармонирует с высоким уровнем кислотности ягод.
Сортовые качества шардоне выражены достаточно слабо.  Характеристики вина зависят главным образом от терруара (то есть почвы, на которой произрастает виноград, и от климата, в котором его выращивают), а также от умений винодела. Этот сорт отличается стойкостью при винификации, однако при малолактической ферментации накапливает диацетил — соединение, обладающее характерным маслянистым привкусом. 
Большинство вин на основе шардоне готово к употреблению сразу же, но лучшие вина из Франции и Калифорнии обязаны своему качеству выдержке и могут храниться десятилетиями. При описании аромата вин из прохладных регионов часто упоминаются зелёные сливы, яблоки, груши, из более южных — цитрусовые, персик и дыня, а из самого жаркого пояса виноделия — инжир, манго и банан. 
Вино из шардоне сочетается практически с любыми блюдами (в том числе из белого мяса, рыбы и моллюсков). Такие вина можно комбинировать с салатами, десертами и фруктами. Подаётся шардоне охлаждённым до +8–+12 °C.

## Синонимы
- Arboisier
- Arnaison blanc
- Arnoison
- Aubain
- Aubaine
- Auvergnat blanc
- Auvernas
- Auvernas Blanc
- Auvernat Blanc
- Auxeras
- Auxeras Blanc
- Auxerras
- Auxerrois Blanc
- Auxois
- Auxois blanc
- Bargeois blanc
- Beaunois
- Biela Klevanjika
- Blanc de Champagne
- Blanc de Cramant
- Breisgauer Süßling
- Burgundi Feher
- Chablis
- Chardenai
- Chardenay
- Chardenei
- Chardenet oder Chardennet
- Chardonay
- Chardonnay Blanc
- Chardonnet
- Chatenait
- Chatey Petit
- Chatte
- Chaudenay
- Chaudenet
- Chaudent
- Clävner
- Clevner Weiß
- Cravner
- Epinette
- Epinette blanc
- Epinette blanche
- Epinette de Champagne
- Ericey Blanc
- Fehér Burgundi
- Fehér Chardonnay
- Feinburgunder
- Gamay Blanc
- Gelber Burgunder
- Gelber Weißburgunder
- Gentil Blanc
- Große Bourgogne
- Klawner
- Klevanjka Biela
- Klevner
- Lisant
- Luisant
- Luizannais
- Luizant
- Luzannois
- Mâconnais
- Maurillon Blanc
- Melon blanc
- Melon d’Arbois
- Moreau blanc
- Morillon
- Morillon blanc
- Moulon
- Noirien blanc
- Obaideh
- Petit Chatey
- Petite Sainte-Marie
- Pineau blanc
- Pineau blanc Chardonnay
- Pino Sardone
- Pino Shardone
- Pinot Blanc
- Pinot blanc Chardonnay
- Pinot Chardonnay
- Pinot de Bourgogne
- Pinot Giallo
- Pinot Planc
- Plant de Tonnerre
- Romère
- Romeret
- Rouci Bile
- Rousseau
- Roussot
- Ruländer Weiß
- Sainte Marie petite
- Sardone
- Shardone
- Shardonne
- Später Weißburgunder
- Weiß Clevner
- Weiß Edler
- Weißelder
- Weiß Klewner
- Weiß Silber
- Weißer Clevner
- Weißer Ruländer